# Podlaszcze (województwo świętokrzyskie)
Podlaszcze – wieś w Polsce położona w województwie świętokrzyskim, w powiecie jędrzejowskim, w gminie Jędrzejów.
| SIMC    | Nazwa      | Rodzaj  |
| ------- | ---------- | ------- |
| 0240566 | Modrzejów  | kolonia |
| 0240572 | Trzebionka | osada   |

W latach 1975–1998 miejscowość administracyjnie należała do województwa kieleckiego.